# Steve Fainaru
Steve Fainaru (en rumano: Făinaru; Mountain View, 1962) es un periodista de investigación y escritor estadounidense.

## Biografía
Nació en Mountain View, California, y creció en el condado de Marin. Asistió a Redwood High School en Larkspur y se graduó de la Universidad de Misuri en 1984. Regresó al Área de la Bahía y trabajó para el San Jose Mercury News, luego se mudó a la costa este, trabajando para el Hartford Courant (Connecticut) de 1986 a 1989, luego para el Boston Globe, donde fue nombrado jefe de la oficina del Globe en Nueva York. Obtuvo una maestría en asuntos internacionales en la Universidad de Columbia en 1992. De 1995 a 1998 fue jefe de la oficina latinoamericana de Globe, con sede en Ciudad de México.
Se desempeña como escritor senior de ESPN.com y ESPN The Magazine. Anteriormente fue corresponsal del Washington Post, donde su cobertura de la guerra de Irak le valió el Premio Pulitzer de Periodismo Internacional en 2008. Dejó el Post en 2010 y se convirtió en editor jefe de The Bay Citizen, una organización de noticias del Área de la Bahía de San Francisco. Coescribió League of Denial con su hermano Mark Fainaru-Wada, un libro sobre lesiones cerebrales traumáticas en la Liga Nacional de Fútbol, que le valió a Fainaru y a su hermano el Premio PEN/ESPN de Escritura Literaria Deportiva 2014.

## Publicaciones seleccionadas
- Fainaru, Steve; Sanchez, Ray (2001). The Duke of Havana: Baseball, Cuba, and the Search for the American Dream. New York: Villard Books. ISBN 978-0812992564.
- Fainaru, Steve (2008). Big Boy Rules: America's Mercenaries Fighting in Iraq. Cambridge: Da Capo Press. ISBN 978-0306818387.
- Fainaru-Wada, Mark; Fainaru, Steve (2013). League of Denial: The NFL, Concussions, and the Battle for Truth. Three Rivers Press. ISBN 978-0770437565.